# The Vigil (pel·lícula de 2019)
The Vigil és una pel·lícula de terror sobrenatural estatunidenca del 2019 escrita i dirigida per Keith Thomas en el seu llargmetratge de debut com a director. És protagonitzada per Dave Davis, Menashe Lustig, Malky Goldman, Fred Melamed i Lynn Cohen, i segueix un jove a qui s'encarrega de vigilar un membre mort de la seva antiga comunitat jueva ortodoxa, només per ser l'objectiu d'un esperit malèvol conegut com a Mazzik  (hebreu que es troba al Talmud: מזיקין). Jason Blum fa de productor executiu a través de la seva empresa Blumhouse Productions.
The Vigil es va estrenar al Festival Internacional de Cinema de Toronto el 9 de setembre de 2019. La pel·lícula va rebre una estrena limitada al Regne Unit, Irlanda i Nova Zelanda al juliol de 2020, abans de ser llançat internacionalment el 5 d'agost de 2020. Va ser llançat als Estats Units el 26 de febrer de 2021 per IFC Midnight.

## Argument
La pel·lícula s'obre amb un nen no identificat obligat per un home amb un uniforme negre nazi a disparar a una dona jove en un bosc, mentre una figura estranya s'acosta a ells al fons.
A continuació, la pel·lícula parla de Yakov Ronen, un home que ha abandonat la comunitat jueva ortodoxa a Brooklyn. Està lluitant per fer front a un esdeveniment traumàtic no especificat del seu passat i per pagar el lloguer perquè no té feina. Reb Shulem, un membre de la seva antiga comunitat jueva ortodoxa, s'acosta a ell per vigilar Rubin Litvak, un supervivent de l'Holocaust que havia mort recentment. Shulem havia contractat prèviament un Shomer, però aquest individu havia marxat perquè tenia "por", i en Ronen tenia experiència prèvia en vigilar. Ronen accepta la feina després de negociar una tarifa més alta. Aquella nit, en Ronen i en Shulem es troben amb la vídua de Litvak, que pateix malaltia d'Alzheimer i accepta a contracor en Ronen com a Shomer, i en Shulem li informa a Ronen que els homes mortuoris arribaran d'aquí a cinc hores.
Ronen comença la seva vetlla i després comença a escoltar sorolls estranys i veu una figura fosca al menjador de la casa. Troba una foto de Litvak i la seva família amb una figura semblant a l'ombra darrere d'ells, abans d'anar a dormir breument; té un malson que el seu germà petit és turmentat per uns homes grans. En despertar-se, en Ronen experimenta esdeveniments estranys addicionals, com ara el parpelleig dels llums mentre envia missatges de text a la seva amiga Sarah, i troba un vídeo al seu telèfon enviat per un número desconegut. El vídeo mostra a la Sra. Litvak que s'acosta a Ronen i li toca la cara mentre dorm; el fitxer de vídeo desapareix del seu telèfon uns segons després.
Ronen té una conversa amb la Sra. Litvak, que explica que va expulsar els seus fills. Aleshores, en Ronen troba una televisió al soterrani, reproduint una gravació de vídeo de Litvak i la seva dona. A l'enregistrament, Litvak explica que va ser perseguit per un mazzik, un esperit malèvol, des del seu temps al Buchenwald, que s'enganxa a una "persona trencada" i que el seu veritable rostre ha de ser cremat a l'alba de la primera nit de la seva aparició per desterrar-lo. El Mazzik apareix darrere de Ronen, i ell fuig del soterrani. Ronen rep una trucada pel que sembla del seu metge, el doctor Kohlberg, i del seu germà mort, que li pregunta: "Per què em vas deixar morir?"
Ronen surt de casa per buscar Shulem, tot i que la Sra. Litvak li adverteix que fa massa temps que és a la casa. No obstant això, en Ronen experimenta un trencament d'ossos mentre camina pel carrer i s'enfronta als Mazzik. Ronen torna precipitadament a la casa, i cau per les escales després de ser iniciat pel Mazzik que apareix davant de la porta. Aleshores, un flashback revela que el germà de Ronen va morir en un accident de cotxe després d'escapar dels homes que l'estaven turmentant, i Ronen s'ha sentit culpable per la seva mort des d'aleshores.
Amb l'ajuda de la Sra. Litvak, en Ronen s'enfronta al Mazzik, que ha metamorfositzat la seva veritable cara per semblar-se a la de Ronen. Després de dubtar inicialment, en Ronen s'encén a la seva veritable cara, i després la desterra quan comença a fer que el cos de Litvak es contorgui amb força. Un flashback revela que Litvak era el nen obligat a disparar a la jove a l'escena inicial; el dolor que va sentir Litvak després del tiroteig va fer que el Mazzik s'enganxés a ell.
L'endemà al matí, els homes del tanatori arriben a recollir el cos de Litvak, i Shulem demana a Ronen que assisteixi a les oracions del matí amb ell; Ronen rebutja la seva oferta, dient "avui no". Quan surt de la casa, es veu una figura fosca (presumiblement el Mazzik) seguint en Ronen fora de la casa i dirigint-se al carrer darrere seu.

## Repartiment
- Dave Davis com a Yakov Ronen
- Menashe Lustig (מנשה לוסטיג) com a Reb Shulem
- Malky Goldman com a Sarah
- Fred Melamed com el Dr. Kohlberg
- Lynn Cohen com a Sra. Litvak
- Ronald Cohen com a Rubin Litvak
  - Dun Laskey com el jove Rubin Litvak
- Nati Rabinowitz com a Lane
- Moshe Lobel com a Lazer
- Lea Kalisch com Adina
- Efraim Miller com a Hersch

## Llançament
The Vigil es va estrenar al Festival Internacional de Cinema de Toronto el 9 de setembre de 2019.
La pel·lícula va rebre una estrena limitada als cinemes al Regne Unit i Irlanda el juliol de 2020 a través de Blumhouse Productions i Vertigo Releasing. Es va començar a projectar a cinemes selectes de Nova Zelanda el 16 de juliol, i va ser llançada internacionalment el 5 d'agost de 2020. L'octubre de 2020, IFC Midnight va adquirir els drets de distribució de la pel·lícula per als Estats Units i la pel·lícula es va estrenar el 26 de febrer de 2021.

## Recepció

### Taquilla
En llançar-se al Regne Unit i Irlanda, The Vigil va recaptar 30.302 £ (39.500 $ USD) a 97 llocs durant el cap de setmana d'obertura.

### Resposta crítica
Al lloc web de l'agregador de ressenyes Rotten Tomatoes, el 91% de les crítiques de 116 crítiques són positives, amb una valoració mitjana de 7,1/10. El consens del lloc web diu: «Constantement intel·ligent i esgarrifosa, The Vigil extreu horror sobrenatural ric de l'atmosfera d'un pou profund de tradicions religioses. A Metacritic, la pel·lícula té una puntuació de 69 sobre 100, basada en 18 crítics, la qual cosa indica "ressenyes generalment favorable".
Dennis Harvey de Variety va donar a la pel·lícula una crítica majoritàriament positiva, anomenant-la un "refrigerador a petita escala efectivament esgarrifós que fa un bon treball generant suspens de la seva història senzilla i ambientació limitada." Eric Kohn d’IndieWire va donar a la pel·lícula una nota de B, elogiant l'actuació de Davis i escrivint que, "encara que The Vigil s'instal·la en una rutina familiar, aborda aquesta tasca amb un enfocament polit, de vegades fins i tot elegant, d'una fórmula de casa embruixada."
Jordan Mintzer de The Hollywood Reporter va escriure que l'escriptor i director Keith Thomas "manté la tensió alta durant la major part de la pel·lícula, fins i tot si algunes de les seves tàctiques d'espant poden sentir-se redundants", i que "transforma la cultura ortodoxa en material cruent per a una pel·lícula de terror lleugerament elevada". Phil Hoad de The Guardian va donar a la pel·lícula una puntuació de 3 estrelles sobre 5, i va escriure que la pel·lícula "no examina l'augment de l'antisemitisme, de manera que no té el mateix cop contemporani que" 'Get Out tenia sobre Black Lives Matter, o The Invisible Man per a #MeToo", però va afegir: "Tot i així és un refredador autènticament jueu i raonablement competent." Joe Lipsett de Bloody Disgusting va escriure que "The Vigil no trenca exactament el motlle de les pel·lícules d'esperits demoníacs, tot i que el seu disseny de so, il·luminació i interpretació principal la converteixen sens dubte en una entrada sòlida."
Brian Tallerico de RogerEbert.com va donar a la pel·lícula una crítica majoritàriament negativa, escrivint: "Lamentablement, el director Keith Thomas no confia en els seus propis temes o sentit visual, empassant-se tota la seva pel·lícula amb un disseny sonor abrasiu i una confiança en jump scares." Barry Hertz de The Globe and Mail va descriure la pel·lícula com "l'equivalent cinematogràfic del primer gefilte fish", i va afegir: "En l'aposta de l'escriptor i director Keith Thomas per afegir una capa de novetat temàtica a un gènere familiar, ha arribat amb una barreja que satisfarà només aquells amb gustos molt adquirits."